# Норманська теорія

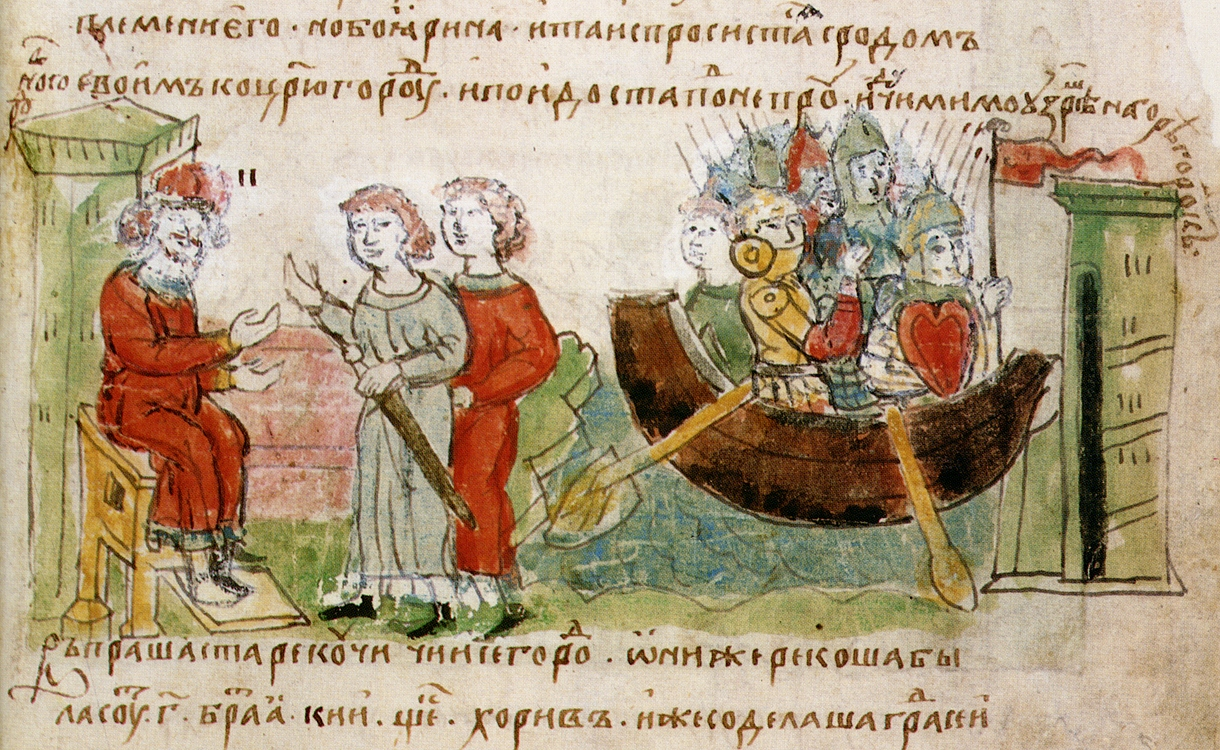
Аскольд і Дір просять Рюрика в Новгороді дозвіл на похід (Радзивіллівський літопис)

Норманська теорія (нім. Normannentheorie) — теорія походження Русі, прихильники якої пов'язують державотворчі процеси в Східній Європі зі скандинавською експансією на Схід. Найпоширенішою є теза, запозичена з «Повісті врем'яних літ», згідно з якою засновника князівського роду Рюрика запросили на князювання зі Скандинавії; отже, вся князівська верхівка — варязького походження. Творцями Норманської теорії були німецькі історики Готліб-Зігфрід Байєр, Август Людвіг Шлецер і Герард-Фрідріх Міллер, які працювали у другій половині XVIII століття в Петербурзькій академії наук. На противагу цій теорії існує антинорманська теорія походження Русі, суть якої зводиться до того, що домінуючим фактором у створенні Київської Русі є слов'яни, а присутність скандинавського компоненту або взагалі заперечують, або зводять суто до ролі торговців із областями Близького Сходу.
У сучасній історіографії вчені, які займаються дослідженням державотворчих процесів у Східній Європі, зазвичай не обмежують себе рамками певних концепцій, оскільки такі упередження загрожують раціональності дослідження і мають, скоріше, політичний, а не науковий характер. Попри те, що дискусії між істориками ще тривають, їх не можна вважати класичними суперечками між норманістами та антинорманістами, оскільки об'єкти сучасних досліджень є набагато глибшими і виходять за рамки цих теорій.
Частина української історичної науки, представлена працями учених Михайла Брайчевського, Миколи Котляра, Володимира Барана та інших доводить, що Норманська теорія як проблема походження Русі втратила наукове значення. Доведеним фактом вважають існування протодержавних утворень у Подніпров'ї, Галичині і Волині задовго до літописного повідомлення про покликання варягів. Ряд сучасних російських істориків (Д. Мачінський, Г. Лебедев, О. Мельникова) поділяють погляди норманізму і доводять північне походження Русі.

## Аргументи

### Літописи
- «Повість врем'яних літ» включає русів до інших варязьких племен «за морем».

### Письмові свідчення
- Більшість імен, зафіксованих у русько-візантійських договорах, мають скандинавське походження.
- У найпершому джерелі, яке згадує народ «Рос», «Бертинських анналах» зазначено, що цей народ схожий на шведів.
- Костянтин Багрянородний у своєму трактаті «Про управління імперією» згадує як слов'янські, так і руські назви дніпровських порогів, при цьому більшість руських назв мають скандинавське коріння.
- фінське населення називало шведів «Руотсі», що схоже на «Русь».
- Ісламські географи завжди чітко розрізняють русів і слов'ян.
- Скандинавський епос розповідає про конунгів Гардарикі.

### Археологічні свідчення
Присутність скандинавів на територіях східних слов'ян доведена археологічними розкопками. Центри скандинав були від Старої Ладоги до Чернігівщини.
За археологічними даними, Стара Ладога існувало з 9 століття на торговельному шляху від Балтійського моря на Волгу (в Болгари) і на Дніпро («із варяг в греки») й вважається (що дуже сумнівно), що тоді воно було першою князівською резиденцією скандинавської династії Рюриковичів. Скандинави складали верхівку тодішнього суспільства Русі, про що свідчать численні місцеві поховання, досліджені археологами вже в післярадянський час. Перша слов'янська знахідка в Старій Ладозі — кривицьке срібне височне кільце — відноситься до 750-х років; воно лежало поряд з головкою Одина та двома десятками ковельсько-ювелірних і столярних інструментів явно скандинавського походження. У Ладозі та її околицях знайдено 6 скарбів арабських куфічних срібних монет, у тому числі найдавніший у Східній Європі — 786 року.
На правому березі Десни, на території та околицях сучасного села Шестовиці, наприкінці IX — на початку X ст. виникло велике поселення, яке відігравало провідну роль у контактах прийшлих скандинавів з слов’янами. Поселення у Шестовиці виникло на малонаселеній території і займало частину вузького мису та підвищену ділянку заплави. Завдяки розкопкам поселення у заплаві виявили сліди виробництва заліза, обслуговування та ремонту човнів. Знахідки на поселенні та в могильнику засвідчують про присутність скандинавів.

### Лінгвістичні свідчення
Низка слів давньоруської мови має доведене давньоскандинавське походження. Серед них не тільки слова торгівельної лексики, але й морські терміни, побутові слова і терміни влади й управління, власні імена. Скандинавську етимологію мають імена Гліб, Ігор, Інгвар, Олег, Ольга, Рогволод, Рогніда, Рюрик, загальні назви варяги, колбяги, гридь, тивун, вира, стяг, якір, ябедник (старе значення — «чиновник»), голбець, щогла, вить рос. кнут («батіг»).
На думку Андрія Залізняка, сучасний науковий консенсус скоріш каже про те, що незалежно від того, як було утворене слово «русь», спочатку воно означало тільки норманів і прийшло до східних слов'ян з давньоскандинавської мови, а тільки потім з норманської еліти поширилося на весь народ.

## Аргументи антинорманістів
- Етимологія назви Русь пов'язана не з Новгородом чи Ладогою на півночі, а з Києвом, який став осередком формування руської держави.
- Жодного народу з іменем Русь не відомо в Скандинавії та не зафіксоване в джерелах.
- У «Повісті временних літ» прямо сказано, що русь — це не шведи («Сице бо ся зваху тьи варязі русь, яко се друзии зовутся свие…»)[5][6].
- Скандинавські імена руських посланців аж ніяк не засвідчують, що руси є шведами, найвірогідніше, що вони використовували найманих скандинавів як дипломатичних представників.
- Ісламський письменник IX ст. Ібн Хордадбег назвав русів слов'янським племенем.[7]

## Історіографія

### Російська теорія. Готліб Зіґфрід Баєр та його концепція

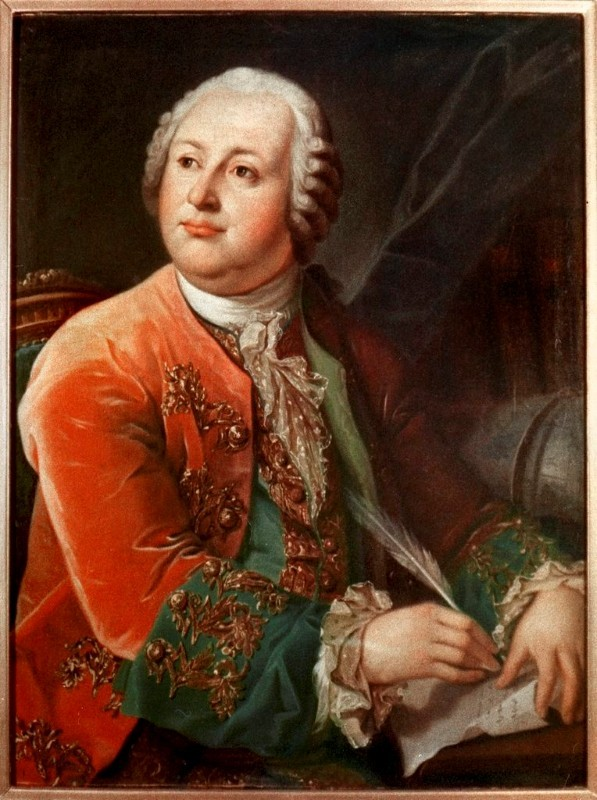
М. Ломоносов.

Першими істориками-норманістами вважають Готліба Зігфріда Баєра та Герарда Фрідріха Міллера. Бувши академіком Петербурзької Академії наук в 1736 р., Баєр написав своє дослідження «Сочинение о Варягах», в якому вперше обґрунтував концепцію скандинавського походження князівської верхівки Русі, залучивши відомі нам іноземні джерела — «Бертинські аннали», трактат Констянтина Багрянородного та працю Сноррі Струлусона «Коло Земне».
Однак справді значний резонанс викликала дисертація Міллера, заснована на висновках Баєра. 6 вересня 1749 р. в імператорській академії наук він виголошував доповідь на тему «Origines gentis et nominis Russorum», проте доповідь свою вчений так і не завершив: на знак протесту російські члени академії наук обурено зашуміли. Про це доповіли тодішньому президентові Академії наук, майбутньому гетьману України Розумовському та імператриці Єлизаветі. Справу дослідження дисертації доручили спеціальній комісії, яку очолив відомий учений М. Ломоносов.
Обговорення дисертації зайняло 29 засідань і продовжувалося з 29 жовтня 1749 р. по 8 березня 1750 р. Як стверджує Л. Клейн, це — перша суперечка норманістів та антинорманістів.
Учень Міллера Август Шльоцер продовжував справу свого вчителя, однак його дослідження обґрунтовували нижчість слов'ян поряд із варягами, які принесли на східноєвропейські землі «зерна просвітлення». Учений зазначав, що лише з приходом скандинавів слов'яни «почали бути схожими на людей». Зрозуміло, що такі твердження німецьких учених-патріотів зачіпали імперське самолюбство росіян, тому вже в цей час починають публікувати праці їхніх опонентів. Першим серйозним дослідником, який заперечив концепцію норманізму, був Михайло Ломоносов, який опублікував працю «Замечания на диссертацию Г. Ф. Миллера».

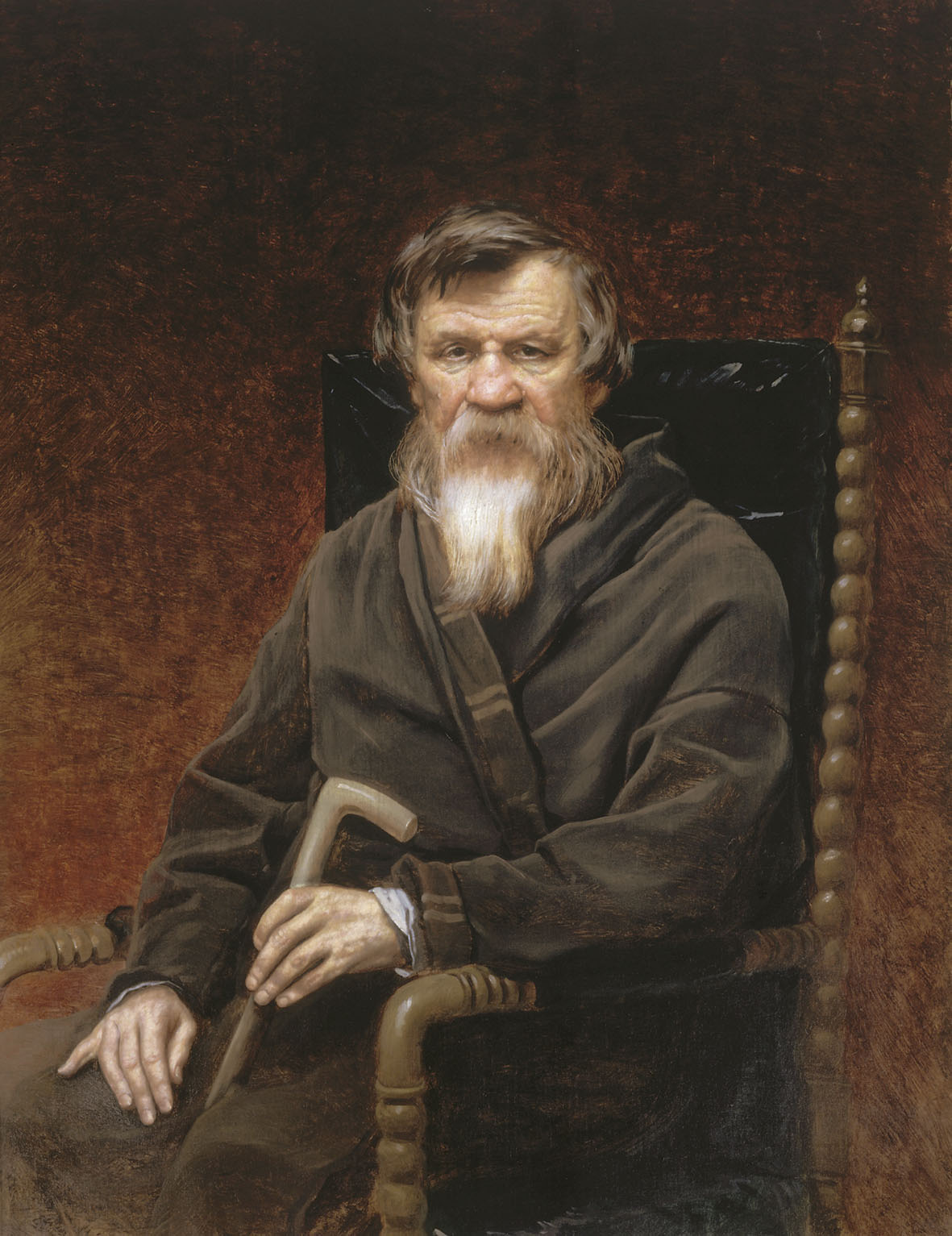
Михайло Погодін

Ці дискусії лежали суто в площині патріотичній і мали малонауковий характер, оскільки оперуванню науковими фактами заважали емоції, часто у своїй полеміці вчені опускалися до особистих образ.
Ломоносов, посилаючись на звістки «Повісті минулих літ», де згадується, що мова слов'янська і руська одна й та сама, доводив, що варяги є слов'янами. Обізнаний в історії набагато гірше, ніж у фізиці чи хімії, не читав оригіналів джерел, однак його критика задавалася більшості надзвичайно переконливою.
У XIX ст. історія дедалі більше отримує політичного забарвлення. Тому норманське питання варто розглядати у контексті політичної ситуації. Після переможної війни над Наполеоном патріотичні почуття росіян загострюються, саме в цей час починається відродження антинорманізму. Ця течія існує в декількох напрямках. Перший її напрям зароджується як шовіністична думка про те, що над російським народом ніхто не міг домінувати, лише росіяни покликані домінувати над іншими.
Інша теза виникає в ліберально-демократичному середовищі як реакція на німецький ультрапатріотизм, який принижував національну гідність росіян. Основними апологетами антинорманізму в цей період були Костомаров та Гедеонов.
Вельми цікавою є дискусія між М. Костомаровим та М. Погодіним, яку Л. Клейн називає другою великою сутичкою норманістів з антинорманістами. М. Костомаров переконаний у тому, що Русь бере свій початок від литовського племені Жмудь. Аргументував він це схожістю литовських імен до тих іноземних імен, які згадували в «Повісті минулих літ». На його думку, етнонім Русь походив від притоки Немана, річки Рось. Литовців Костомаров, як і багато вчених того часу, відносив до слов'ян. Кульмінацією цієї дискусії стали публічні дебати, призначені на 19 березня 1860 р.

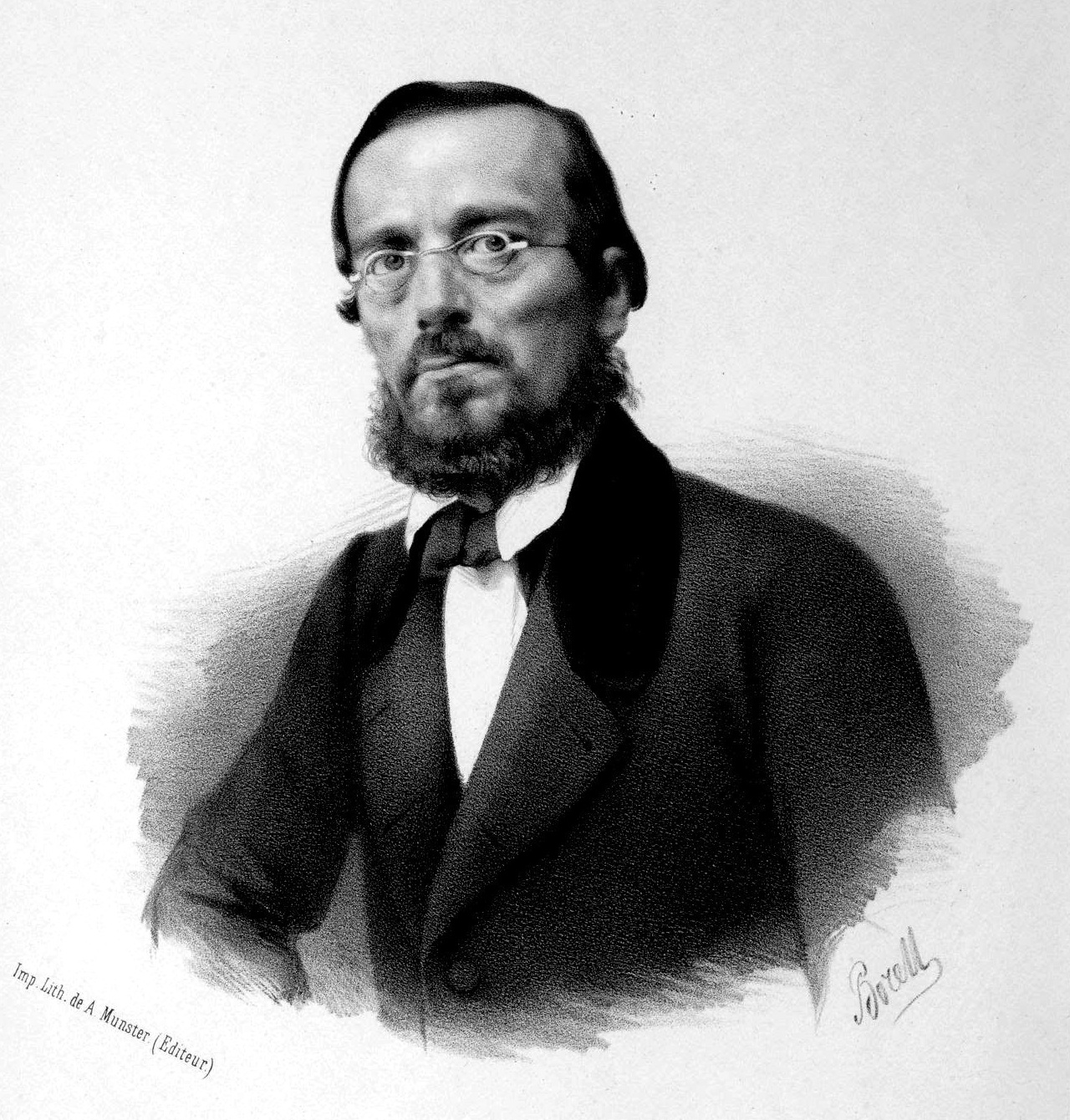
Микола Костомаров

Висновки Погодіна були вже на якісно новому рівні історичного дослідження. Автор використовував не лише «Повість минулих літ», а й арабські твори, візантійські хроніки тощо. У 1881 р. на з'їзді у Тифлісі Костомаров публічно відмовився від своєї гіпотези.
Важливою у становленні норманської теорії була ґрунтовна праця історика Аріста Куніка «Die Berufung der schwedischen Rodsen durch die Finnen und Slawen», опублікована 1844 року. У цій праці науковець вперше імплементував історико-генетичний метод мовознавства, розроблений німецьким науковцем Якобом Гріммом. Михайло Грушевський назвав цю працю «найбільш повним викладом норманської теорії» поряд з дисертацією Михайла Погодіна.
Таким чином, перші століття цієї боротьби мали суто політичний характер, а історичні факти притягали до бажаної концепції. 

### Норманізм та антинорманізм в Російській імперії на зламі ХІХ— ХХ ст.
Кінець XIX ст. характеризується потужним розвитком історичної науки, дослідження середньовічної історії відбувалось в різних напрямках. Значний внесок для популяризації східноєвропейської історії на міжнародній арені зроблений данським професором Вільгельмом Томсеном. В 1876 р. він виступав в Оксфордському університеті з лекціями про ранню руську державу. Згодом ці лекції були опубліковані та перекладені німецькою, шведською і російською мовами. В. Томсен не ввів нічого принципово нового, однак зібрав і систематизував найкращі здобутки своїх попередників і остаточно довів, що літописні варяги скандинавського походження.
Іншим скандинавським вченим, який займався руською історією є Туре Арне. Його дослідження вже носили суто науковий характер, оскільки він залучив ще й археологічні матеріали. Найбільш ґрунтовною працею є його дисертація на тему: «Швеція та Схід. Археологічні етюди про зв'язки Швеції та Сходу в добу вікінгів» у які проаналізував археологічні знахідки зі Східної Прибалтики, Росії й України, відзначивши численні шведські аналогії східноєвропейським знахідкам. Дослідник намагався реконструювати торгові шляхи і дійшов висновку, що Волзький шлях освоєний раніше Дніпровського саме вихідцями зі Швеції.
Як зазначає Федір Андрощук, найважливішим у дослідженні Т. Арне є те, що він є першим, хто почав розглядати русько-скандинавські зв'язки в органічному взаємозв'язку. В 1912 р. Т. Арне здійснив подорож в Україну та відвідав Салтівське городище. Наслідком цієї поїздки стали не лише важливі наукові спостереження, а й колекція археологічних артефактів, знайдених на території Південної Русі, які зараз зберігаються в Стокгольмському музеї.
Серед російських істориків позиції норманізму займали К. Тіандер, Ф. Браун, В. Васильєвський, які зробили значний внесок у вивчення русько-скандинавських відносин. Зокрема Ф. Браун готував переклади уривків із саг, при цьому методично відрізняв історичні саги від «героїчних і міфологічних». Якщо для перших, на його думку, існувала констатація фактів, то для других важливим було дослідження матеріалу лише в рамках цілої літературної пам'ятки. Тому історик пропонував міфологічні саги перекладати повністю. Хоча Ф. О. Брауну і не вдалось завершити жодну з запланованих праць, деякі з його розвідок на тему ісландських саг і шведських рунічних написів все ж були опубліковані. Внесок Ф. О. Брауна важко переоцінити. В його працях вперше вироблений єдиний погляд на різноманітні за походженням свідчення скандинавських джерел. Багато джерел вперше введені ним у російську науку. Роботи Ф. О. Брауна сприяли розвитку подальших досліджень в галузі скандинавістики, зокрема його учнями.
Подальші дослідження саг в російській історіографії відбувались переважно в рамках школи Ф.О Брауна. Учнем Ф.О Брауна — Карлом Фрідріхом Тіандером (1873—1938) була підготовлена ґрунтовна монографія «Поездки скандинавов в Белое море», в якій, на основі скандинавських джерел, на прикладі подорожі до Білого моря досліджено систему просторової орієнтації стародавніх скандинавів. Автор опрацював численні топоніми та етноніми, зокрема присвятив цілий розділ філологічному дослідженню топоніму Бйярмаланд.
Російський історик Микола Бєляєв, який жив і писав в еміграції, розглядав державотворчі процеси в Східній Європі у взаємозв'язку зі Скандинавською та Західноєвропейською історією. У своїх працях вчений продемонстрував широку обізнаність в історичних джерелах, оскільки залучав скандинавські саги, англійські хроніки, а також велику кількість інших джерел..
Літописного Рюрика автор вважає приналежним до данської династії Скйольдунгів і ототожнює з Роріком Ютландським, якого згадують західноєвропейські джерела. Дослідник припускає, що Рюрик — організатор багатьох військових походів в тому числі й у Східну Європу. При цьому Рюрик був по батькові герцогом фрісландським і намагався захопити фризькі торгові шляхи. Саме така боротьба, на думку автора, привела Рюрика до Новгорода. Попри високий рівень статті, праця не потрапила до рук радянських вчених через заборону емігрантських видань.
Саме в другій половині XIX ст. закладені концептуальні основи сучасного норманізму та антинорманізму. Основними представниками антинорманізму в цей час є Д. Іловайський, С. Гедеонов, А. Кузьмін. Наріжним каменем між ними в цей час є постать Рюрика. Згадані дослідники обґрунтовували концепцію ободрицького походження князя. Одним з аргументів такої теорії є ім'я Рюрика, яке С. Гедеонов відводив від слова «рароґ» — «сокіл». Додатковим аргументом є інтерпретація «знака Рюриковичів», тризуба, як зображення сокола. Варто зазначити, що такий тип зображень є доволі поширеним в Скандинавії. Зустрічаються знахідки з такими зображеннями й на території Русі.

### Дискусії про походження Русі в СРСР

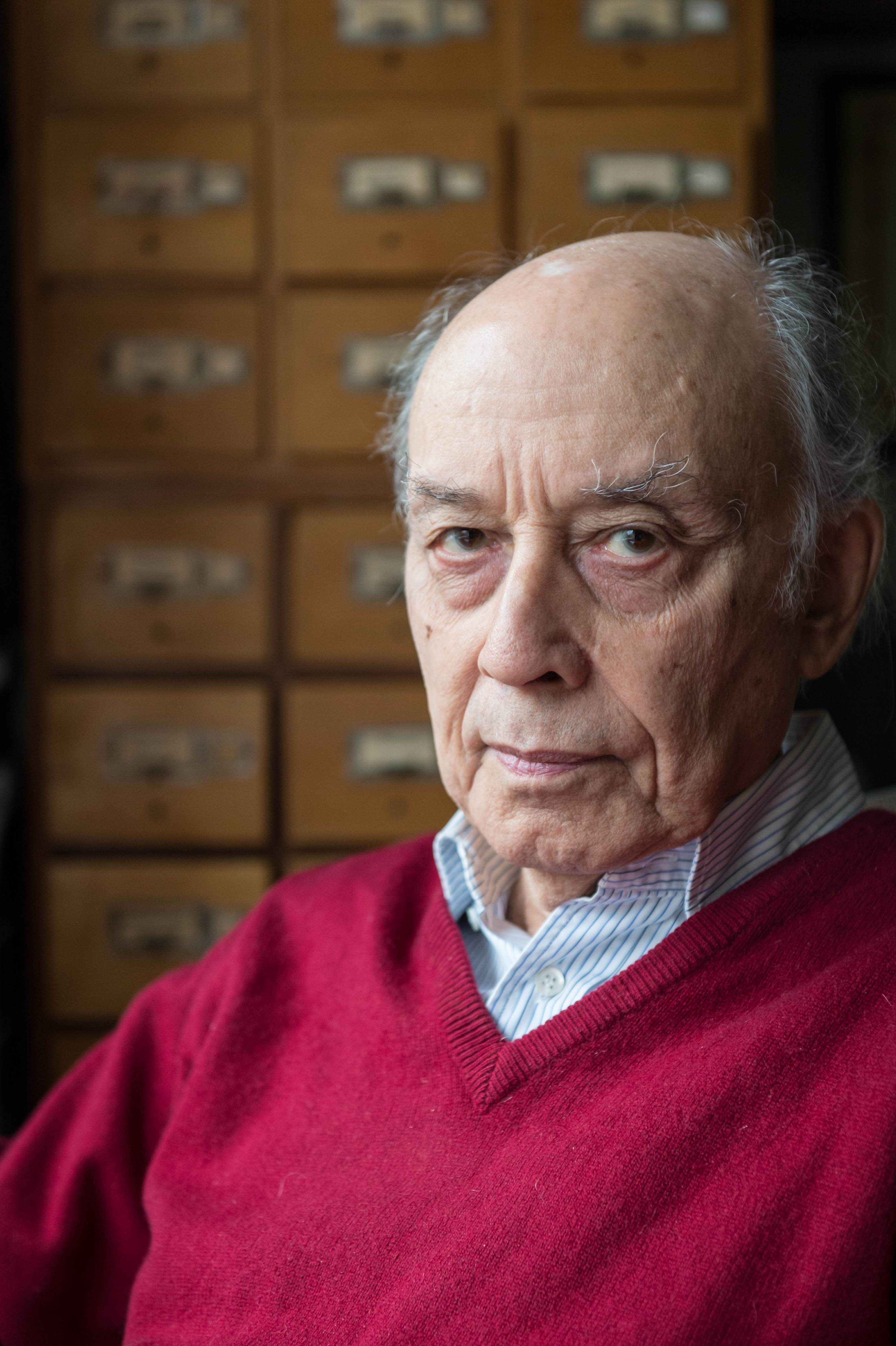
Лев Клейн

Історична наука в Радянському Союзі важливе знаряддя ідеології та підпорядковувалась суворій цензурі. Норманська теорія походження Русі не вписувалась в ідеологічну доктрину радянської влади, тому часто дослідники «маскували» свій норманізм, для того, щоб їхні праці могли бути опубліковані.
Першою радянською скандинавісткою була Олена Ридзевська, яка підготувала чимало розвідок на тему історії взаємовідносин Скандинавії з Руссю IX—XIV ст. У дослідженні «К варяжскому вопросу» на основі аналізу топонімів північно-західної Русі і топонімів у верхів'ях Волги Риздзевська показала ареали найбільшого поширення варязьких імен і топонімів. Однією з найважливіших її праць є «Rossika», в якій містилися переклади чисельних скандинавських джерел (рукопис не завершений, дослідниця померла від голоду під час першої блокади Ленінграду) Хоча О. Ридзевська не завершила велику частину своїх робіт, серед радянських учених важко знайти дослідника, який би так добре орієнтувався у скандинавських джерелах. Працюючи в умовах жорсткого ідеологічного тиску, О. Ридзевська називала себе антинорманісткою, хоча це доволі часто суперечило її науковим висновкам. Вона заперечувала тезу про ототожнення Рюрика Ладозького та Рюрика Ютландського, проте не надавала їй додаткової аргументації.     
У час розпаду Російської імперії, революції та в перші більшовицькі десятиліття працював Олексій Шахматов. У 1919 р. він опублікував працю «Древнейшие судьбы руського племени», в якій намагався реконструювати хвилі скандинавських нападів, які призвели до формування руської держави.  Як зазначає Л. Клейн, у цей час більшовики побачили, що норманська теорія може бути хорошим засобом для боротьби з великодержавним шовінізмом і навіть провідний більшовицький історик М. Покровський став на позиції норманізму.
Зі зміною більшовицької ідеології змінювалося ставлення до норманської теорії. Ще до початку війни постулати Покровського піддані критиці, радянські історики дійшли висновку, що норманська теорія є ворожою марксистському розумінню історії, вже з цього часу радянські дослідники — Б. Греков, В. Мавродін, С. Юшков починають досліджувати історію початкової Русі з наперед визначеною установкою — підважити норманську теорію.
У другій половині XX ст. відбувається поступове відродження ідей норманізму, характерною рисою в тодішній історіографії є те, що ці дослідники ніколи не називали себе норманістами, навіть якщо їхні висновки інколи прямо на це вказували.
Навіть тогочасні провідні історики ототожнювали варягів зі скандинавами та не заперечували їх наявність на східноєвропейському просторі. Б. Греков не заперечував того факту, що варяги запрошені місцевим населенням, однак зазначав, що вони досить швидко злились з місцевою знаттю, утворивши єдиний панівний клас. Єдиною допустимою тезою в цьому напрямку стало твердження про рівну роль скандинавських і слов'янських етносів у процесі формування Руської держави.
Важливим інструментом маскування своїх «неблагонадійних» переконань обізнаність в постулатах класиків марксизму, Л. Клейн зазначав, що для рівноцінної дискусії в будь-якій площині мало володіти фактами, їх ще потрібно вміти інтерпретувати на основі сучасних політичних догм, саме тому важливим володіння всіма тонкощів марксизму, для того, щоб знаходити можливі зачіпки, які би допомогли «легітимізувати» свої наукові висновки. Такі маневри необхідні не тільки для істориків-норманістів, а я для всіх фахівців, які раціонально намагались підходити до своїх досліджень.
Такі історики, які намагались різними методами маскувати свій норманізм також мали свій вплив, їх авторитет насамперед серед молодих людей, студентів, які гуртувались навколо таких людей. Таку школу сформував Лев Клейн, представниками цієї школи є такі відомі археологи як Гліб Лєбєдєв, Володимир Назаренко та інші. Норманізм визрівав і в археологічній площині. Так, І. Дубов вважав, що проникнення скандинавського компоненту в Східну Європу почалось з IX ст. і пов'язано з Волзьким шляхом, при цьому автор зазначав, що навіть попри велику кількість археологічних знахідок це аж ніяк не свідчить про те, що скандинавський компонент є домінуючим на цій території. На його думку в X ст. скандинави розчинилися серед слов'янських племен, про що свідчить невелика кількість археологічних артефактів.
Одним з найвидатніших дослідників історії Скандинавії археолог Гліб Лєбєдєв. Від свого вчителя Л. Клейна автор перебрав вміння писати між рядків. Найвищим його досягненням публікація книги «Эпоха викингов в Северной Европе», частина якої присвячена вікінгам на Русі. Вступ і висновки цієї праці написані в найкращих зразках марксистської догматики. У висновках автор, посилаючись на класиків історичного матеріалізму обґрунтовує тезу, що «Епоха вікінгів» в Північній Європі стала епохою назрівання і розвитку непримиренних класових протиріч, які завершились встановленням класової, феодальної держави". Варяги, які перебували тут як торговці за словами автора,
| «були вимушені змушені включатись в побудову системи державних комунікацій, територій, центрів, інститутів, і в силу цього — великою мірою підпорядкувати свої інтереси і цілі інтересам пануючого слов'янського класу Давньої Русі», відносини варягів з Руссю на думку автора мали характер довгочасного співробітництва. Руські землі мали значний вплив і на формування скандинавських держав[33]. |
Однак саме дослідження, розгорнуте в книзі наштовхує на інші думки, вміло оперуючи положеннями тодішньої єдиноправильної історіографії автор створює простір для свого раціонального дослідження. Коли почались систематичні розкопки на півночі Росії Радянська наука більше не змогла чинити опір тезам про наявність тут скандинавів, оскільки знайдені артефакти скандинавського походження вражали своєю кількістю. Тому висунута концепція про те, що найпершим осередком державотворення Середнє Подніпров'я і коли нормани почали з'являтись в Східній Європі в Києві вже існували протодержавні утворення. Виходячи з цієї тези Г. Лєбєдєв розглядав початкову історію Русі крізь призму двох областей — Північної зі столицею в Ладозі та Південної зі столицею в Києві.
В першому регіоні домінувало скандинавське населення, засвідчене великою кількістю археологічних матеріалів, які, очевидно контролювали Волзький шлях саме в Ладогу запрошений літописний Рюрик, якого дослідник вслід за Б.Рибаковим ототожнює з Рюриком Ютландським. Сліди пожежі, які виявлені на ладозьких укріпленнях Г. Лєбєдєв зіставляє з літописними сюжетами «вигнання варягів», тобто з племінною міжусобицею та як наслідок запрошення Рюрика.
Політичний центр зі столицею в Києві Г. Лєбєдєв ототожнює з так званим Руським каганатом, згаданим у «Бертинських анналах» 839 р. зазначаючи, що чисельність скандинавів за археологічними матеріалами тут значно менша. При цьому він зазначає, що ця територія є більш розвиненою, що підтверджують численніші згадки в іноземних джерелах. Об'єднання цих територій відбулось в період князювання Олега.
Іншою не менш потужною школою в тодішній радянській науці була школа В. Пашуто.
Сам В. Пашуто був одним з найкращих знавцем історії Русі, особливо її зовнішньополітичних відносин, у своїх роботах він посилаючись на Хенрика Ловмянського заперечував тотожність літописного Рюрика з Рюриком Ютландським. В. Пашуто вважав, що закликання варягів справді мало місце, дружинники Рюрика отримали кормління в багатьох містах, хоча досить швидко асимілювались, а сам князь є лише знаряддям влади слов'янської та чудської влади. Важко сказати що з цього є лише данина марксистській формальності, а що історик справді вважав за правду, однак досліджуючи русько-скандинавські відносини він продемонстрував обізнаність в скандинавських джерелах і згодом почав залучати до цієї теми молодих дослідників, фахівців з давніх мов. Так утворилась потужна школа скандинавістів в Радянському Союзі, до якої належала О. Мельникова, Т. Джаксон, Г. Галзиріна.
Основним заняттям О. Мельникової є дослідження рунічних написів та ісландських географічних трактатів, Т. Джаксон спеціалізується на королівських сагах, а Г. Глазиріна на легендарних сагах. Попри те публікація ними різного роду джерел розширила уявлення істориків про русько-скандинавські відносини, в тому числі й на початкових етапах державотворення. Дослідникам також належить низка історичних публікацій, які підважували концепції норманізму, хоча дослідники ніколи прямо себе не називали прихильниками норманської теорії.
Підсумовуючи все вищесказане можна вивести формулу «компромісного» радянського норманізму який розвивався в дослідженнях молодих науковців у 80-ті роки: 
- Початковий етап відносин східнослов'янського і скандинавського світів відбувався в атмосфері інтенсивних державотворчих процесів в Північній та Східній Європі, характеризувався проникненням окремих груп скандинавів на східні території. Цей період характерний проникненням в Скандинавію монет східного походження. Саме тоді відбувається утвердження династії Рюриковичів у Новгороді.
- На наступному етапі, в процесі становлення Руської держави князівська влада використовувала варягів для придушення місцевої родоплемінної знаті, збору данини тощо. Частина норманів в першій половині Х ст. перейняли риси місцевої культури, внаслідок чого утворились місцеві форми матеріальної культури, а згодом скандинавський компонент повністю асимілювався в слов'янському. Значний вплив мала Східна Європа на Скандинавію, що проявляється у деталях костюму, звичаїв, мовних запозичень.
- Останній етап датується XI ст. і характеризується суттєвим зменшенням соціально-політичної ролі варягів на Русі[41].

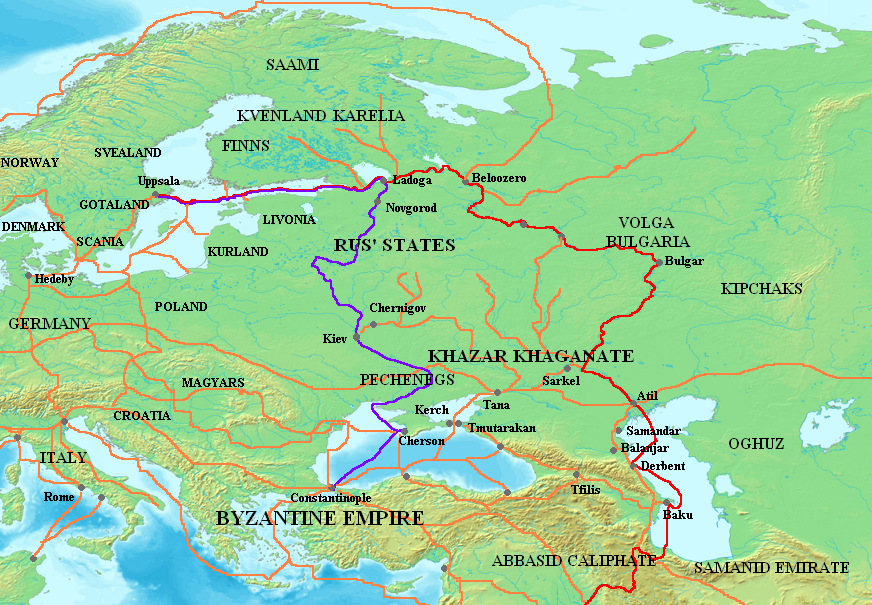
Основні торгові шляхи на теренах Східної Європи.

### Сучасні апологети норманізму в Україні та світі
Норманізм на сучасному етапі набув кардинально інших рис, як в науковому, так і в політичному плані. Деякі дослідники вважають, що дискусію немає сенсу більше продовжувати, оскільки формально самі концепції себе вичерпали, інші обґрунтовують тезу, що на сьогодні норманське питання є чи не найважливішою проблемою середньовічної історії Центрально-Східної Європи і потребує кардинального перегляду на основі сучасних здобутків науки.
Теза про перегляд концепцій в світлі нових джерел та методологічних здобутків беззаперечно правильна, оскільки більшість аспектів так чи інакше викривлялись офіційною історіографією, а офіційні концепції часто містять політичний контекст, що безперечно позначиться на раціональному підході до дослідження.
Лев Клейн, який зазначав, що подальші дискусії є безперспективними аргументував це тим, що антинорманізм мертвий, оскільки він існував скоріше в площині політики ніж науки, а з розпадом Радянського Союзу політика перестала домінувати в науці.
Традиційно українська історіографія не прихильна до норманізму, насамперед це пояснюється тим, що історична наука в Україні розвивалась в рамках однієї школи, започаткованої В. Антоновичем, та його учнем М. Грушевським. Концепція української історії вироблена М. Грушевським надзвичайно важлива, однак більше в політичному аніж в науковому вимірі, оскільки Грушевський перший, хто обґрунтував історію України, як історію цілком самобутнього народу, що розвивався окремо від польського та російського етносів. Історик аргументував тяглість української державності від Антського союзу, що згодом перейшов у Київську Русь, правонаступником якої є Галицько-Волинське князівство. Звичайно за такої концепції варязьке питання не могло братись до уваги, оскільки центром державотворчих процесів виступало насамперед Середнє Подніпров'я з його слов'янським населенням.
Найвидатнішими українськими істориками, дослідниками походження Руської держави є Омелян Пріцак, Михайло Брайчевський, Леонтій Войтович, Олексій Толочко. Згадані фахівці не завжди позиціонували себе як норманісти, однак результати їх дослідження переконливо доводять, що скандинавський компонент в державотворчих процесах був домінуючим не лише на території північної Русі, а й на теренах Середнього Подніпров'я, про що свідчать численні матеріали археології, та писемні джерела.
Значний масштаб наукових робіт зроблений українським вченим-орієнталістом, професором Гарвардського університету Омеляном Пріцаком, який у своїй багатотомній праці проаналізував весь масив скандинавських джерел, при цьому залучаючи велику кількість східних та візантійських джерел для дослідження проблеми походження Русі. Інша його праця спрямована на дослідження хозарсько-єврейських документів, в якій автор доходить висновку, що Київ виникає в 830-х роках, як хозарський центр після руйнування франками Аварського каганату. Кий, як засновник династії приналежний до одного з хозарських родових кланів. При цьому на основі східних джерел автор доходить висновку, що Київ завойований не Олегом, як це традиційно трактує Повість минулих літ, а Ігорем — правителем Руського каганату, центр якого знаходився в районі Ростова.
Провідним дослідником русько-скандинавських стосунків на початковому етапі державотворення в Східній Європі є Л. Войтович, автор численних праць з даної тематики. Результати його досліджень спираються на нові матеріали археології та широку джерельну базу. На його думку проникнення скандинавського компоненту на Північноруські території відбувається в першій половині VIII ст. і пов'язане з вигідним географічним розташуванням цієї території. Саме торгові шляхи найперше цікавили скандинавів, тому на території ключових пунктів таких шляхів утворюються протодержавні утворення. Перше таке утворення сформувалось на території Ладоги, відомої в скандинавських сагах під назвою Альдейгюборг, яке контролювало Волзький шлях, та знаходилось під владою скандинавських династичних кланів. Згодом відбувається колонізація інших шляхів, виникають укріплені пункти на Двинсько-Дніпровському шляху. Навколо цих торгових шляхів і відбувались основні державотворчі процеси, об'єднання цих дрібних королівств на думку дослідника відбувається в період князювання Олега.
Не менш вартісними є дослідження особи Рюрика, на основі західноєвропейських та скандинавських джерел Л. Войтович підтримує теорію про ототожнення літописного Рюрика з Рюриком Ютландським, зазначаючи при цьому, що найімовірніше легендарний князь син Хальвдана Старого та належав до бічної гілки династії Скйольдунгів.
Не менш важливими є результати досліджень українських археологів-скандинавістів Володимира Зоценка та Федора Андрощука. В. Зоценко вивчав скандинавські старожитності Південної Русі, тобто сучасних українських територій, окремо варто виділити археологічні дослідження Києва, та територій Правобережної України.
На сьогодні Федір Андрощук є одним з найвідоміших українських археологів в світі. Зараз є директором Національного музею історії України, автор багатьох праць. Окрім публікації археологічних матеріалівта досліджень русько-скандинавських зв'язків, археолог опублікував ряд важливих висновків з історії Руської держави. На його думку Русь не можна сприймати через призму традиційних уявлень про політичну державу. Немає достатньо підстав говорити про існування державного утворення, яке нам відоме під назвою «руського каганату», оскільки функції кагана, згадуваного в арабських джерелах можна зіставити із функціями «морського конунга». Дослідник ототожнює Русь, з певним етнографічним прошарком, який належав до Скандинавії, але формувався на теренах Східної Європи під потужним слов'янським та східним культурними впливами.
Серед відомих дослідників норманського питання в Західній Європі є Джонатан Шепард, Анне Стальсберг, Інгмар Янссон, Томас Нун, Владислав Дучко, та інші. Більшість з перерахованих дослідників є археологами, оскільки дослідження археологічних матеріалів залишається ключовим при вивченні періоду, який надзвичайно мало засвідчений в писемних джерелах. 

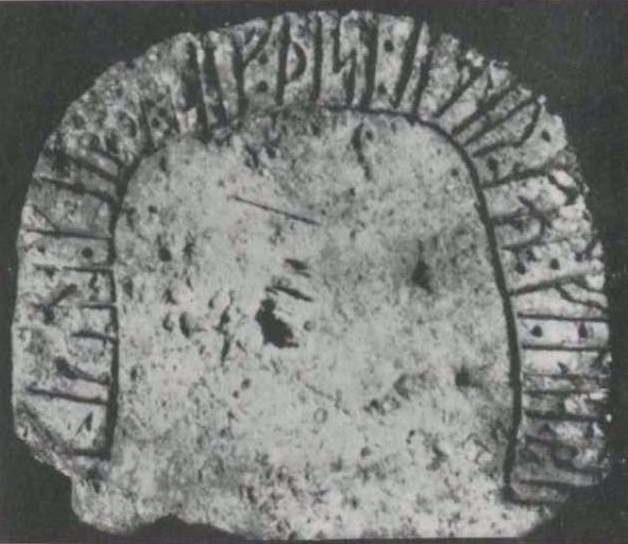
Рунічний камінь. Острів Березань на річці Дніпро

Останнім часом все більшу увагу вчених звертає на себе той факт, що на території Східної Європи знайдено набагато більше скандинавських артефактів, ніж в Англії чи інших західноєвропейських країнах, де важливу роль скандинавського фактору важко заперечити. Вітчизняна історіографія базується на основі суто руських та візантійських джерел і оминає велику кількість археологічного матеріалу іноземного походження, часто аргументуючи це тим, що він не вписується в рамки історичного контексту. З цього випливає, що історія державотворчих процесів у Руських землях відбувалась окремо від загальноєвропейських тенденцій. Таке нерозуміння загальноісторичного контексту витворює неправильний підхід до питання походження Русі.
З поглибленого аналізу писемних та археологічних джерел можемо зробити висновок, що Східноєвропейські терени не виконували функцію лише транзитного шляху між Скандинавією, Візантією та Арабським Сходом. Від перших експедицій скандинавів на Схід виникає бажання колонізувати ці землі за прикладом західних аналогів.
Географічно найбільш вигідно потрапити в Балтійські країни зі Швеції й Данії. Самі ці дві країни боролись між собою за контроль торгових шляхів, який приносив значні матеріальні прибутки. Норвезький слід в ранній історії зазначених земель є помітно менший.
Прихильники сучасного антинорманізму не заперечують присутність скандинавського фактору через наявність великої кількості варязьких артефактів на Русі, однак зводять його значення суто до торгових поселень.

## Дослідження норманської проблеми в археологічній науці

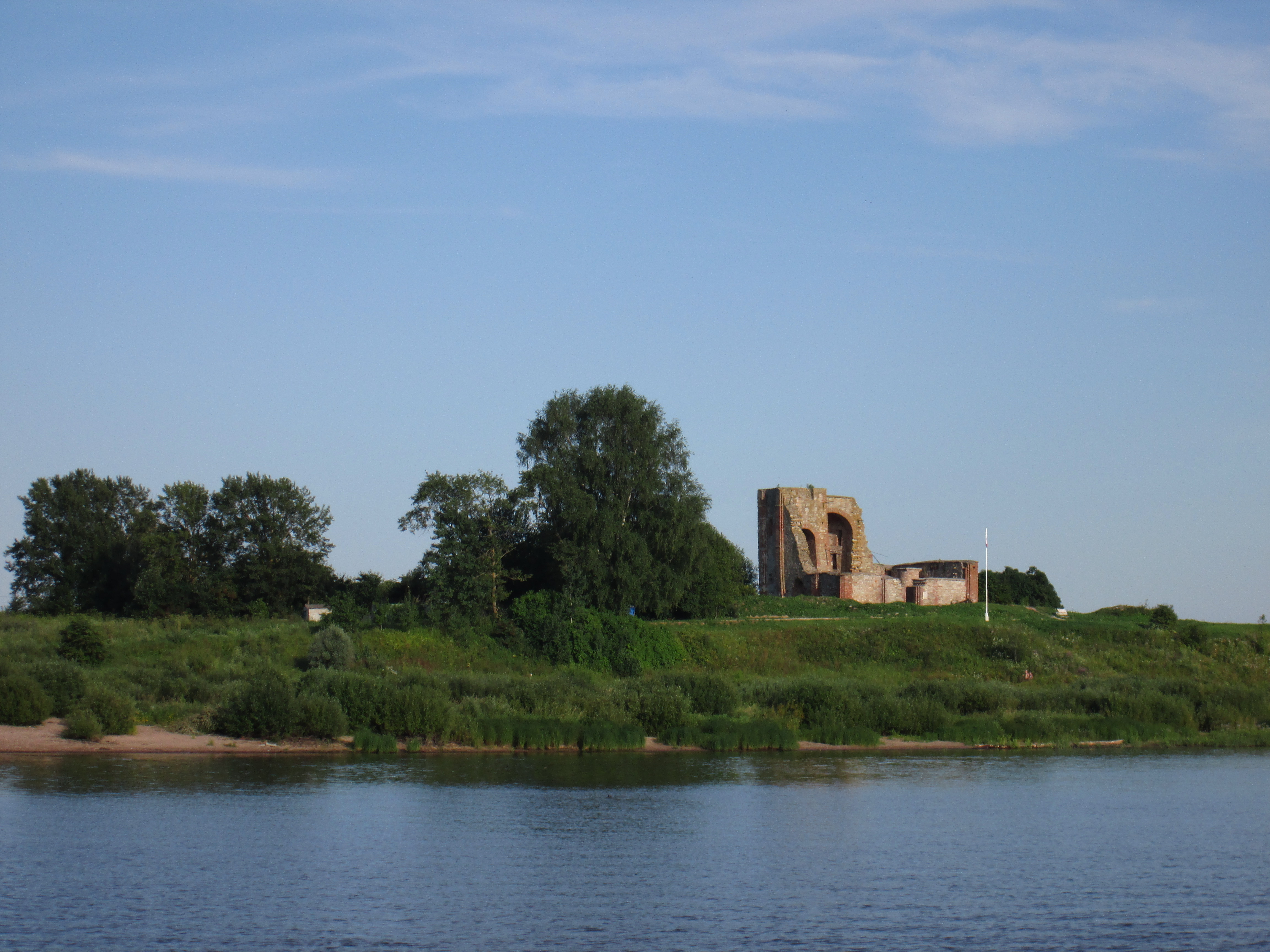
Вигляд на Рюрикове городище.

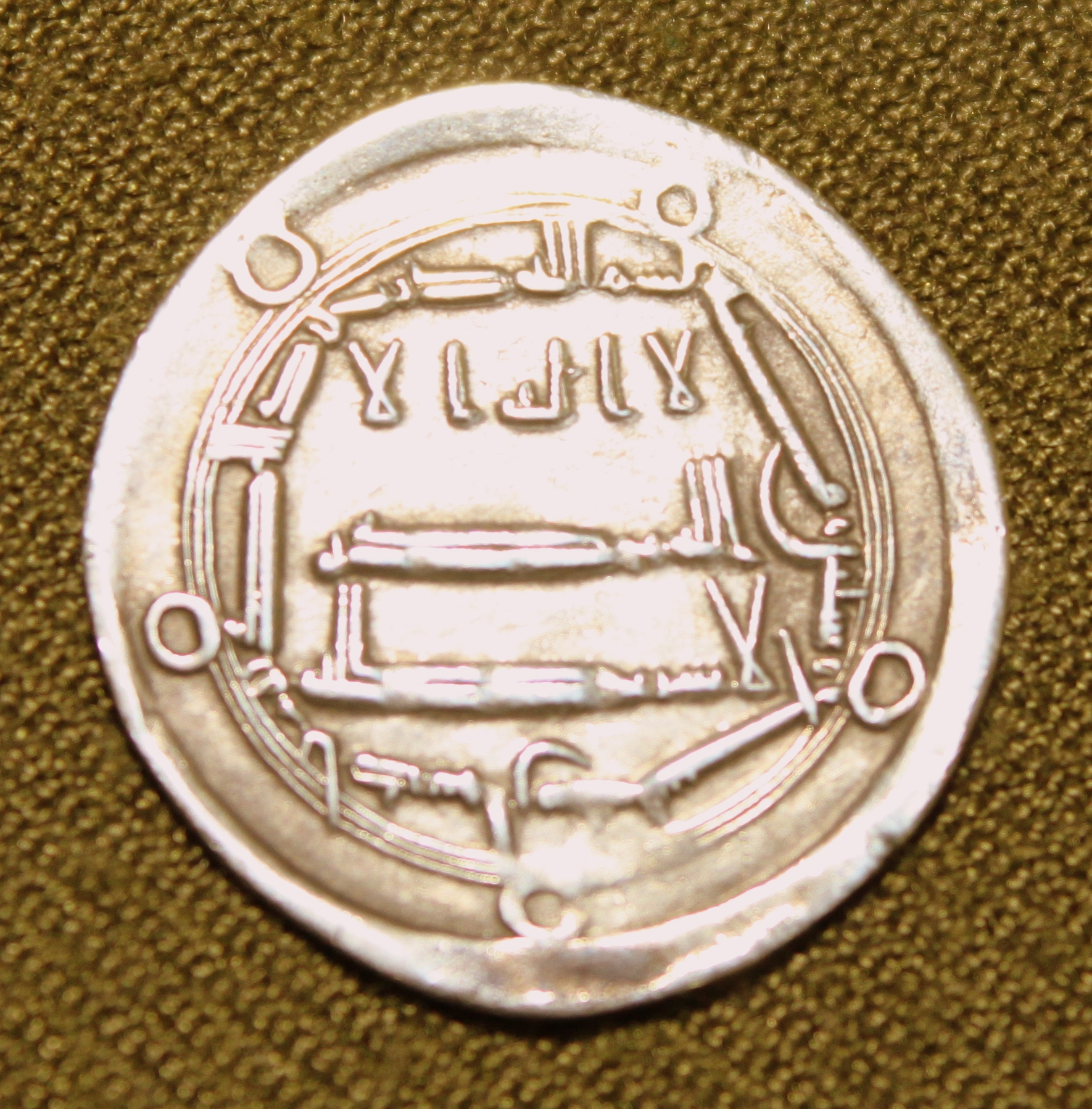
Аббасидський дирхем. Найпоширеніша обігова монета в Східній Європі та Скандинавії.

Археологічні артефакти скандинавського походження представлені на більшості території Східної Європи, причому їхня кількість є надзвичайно великою в порівнянні з територією Західної Європи. Приміром на території північної Франції, де скандинавська присутність задокументована писемними джерелами, поховань вікінгів удвічі менше, ніж на території самого тільки межиріччя Дніпра й Десни. На відміну від писемних джерел, археологічні знахідки є джерелом, яке постійно поповнюється і дозволяє постійно розширювати уявлення про русько-скандинавські відносини.
Першим дослідником скандинавських старожитностей у Східній Європі був Туре Арне, який виробив класифікацію скандинавських старожитностей. Скандинавські артефакти відрізняються від місцевих слов'янських, однак їх знаходження ще не свідчать про присутність скандинавів, оскільки це могли бути предмети імпорту. Найкраще ідентифікувати варягів за поховальним обрядом: так, для слов'ян, особливо з південноруських територій, поховання під курганними насипами притаманні набагато меншою мірою, ніж для скандинавів. Зовсім не притаманними для місцевого слов'янського та фінського населення є кенотафи — символічні поховання без тілопокладення, та камерні поховання.
Характерні риси скандинавського поховання — у човнах, або супровід покійника понищеними мечами. Важливим індикатором етнічної приналежності є костюм, однак до XI ст. у поховальному обряді домінувала кремація і вбрання згорали, залишались тільки прикраси та металеві елементи одягу.
Проникнення скандинавського компоненту на береги Східної Балтики відбувається на початку VIII ст., тобто до початку «Епохи вікінгів».
Перше укріплене поселення скандинавського типу виникає в 753 р. у Ладозі. У цьому регіоні домінувало фінське населення, перше слов'янська знахідка в Ладозі сягає 750-х років. Недалеко від Ладоги функціонувало Любшанське городище, населення якого слов'яно-фінське. У 760 р. зафіксовано пожежу укріплень: Л. Войтович пов'язує це з шведсько-словенським протистоянням. Лише з XI ст. слов'янська присутність різко зростає.
Скандинавські саги згадують Ладогу під назвою Альдейгюборг, в VIII—IX ст. Ладога — найбільше місто Північної Русі, оскільки саме воно є ключовим транзитним пунктом на Волзькому шляху.
Приблизно в 1850-х роках у «Житії св. Ансгарія» згадується ще один шведський король Анунд вигнаний і проживав в Данії, де зібрав команду для відвоювання престолу в Бірці, хто в той час королем Швеції не відомо. Однак розграбувавши передмістя ватажок відмовився захоплювати Бірку, причиною цього автор житія вважає набожність місіонера Херігарія. Дани кинули жереб, який визначив, що їм варто пограбувати місто далеко за межами Скандинавії у землях слов'ян.
А. Кірпічніков, аналізуючи матеріали археології доходить висновку, що це могло бути поселення в Ладозі, де в культурних шарах датованих серединою IX ст. прослідковуються сліди тотальної пожежі. З цього моменту на думку автора і починається Данська колонізація Північноруських земель.
Іншим важливим пунктом на Волзькому шляху є Новгород, або Рюрикове городище, що розташоване за декілька кілометрів від Новгорода. Якщо з ідентифікацією Ладоги в скандинавській писемності питань не виникає, то стосовно локалізації Гольмґарду (Хольмгарду) ще тривають дискусії. Найпоширенішою в історіографії є теза про тотожність Новгорода та Гольмґарда, однак археологічно Новгород не прослідковується до XI ст., хоча деякі дослідники відносять до Новгорода Рюрикове городище, Л. Войтович висунув гіпотезу про ототожнення Гольмґарда з городищем у Гньоздово (Гніздово).
Поселення у Гньоздово виникає хронологічно пізніше, ніж Ладога та Рюрикове городище, які орієнтовані насамперед на мусульманський Схід. Освоєння Двіни пов'язане з пошуками альтернативи цим шляхам.
На даний момент тривають дискусії стосовно нижньої дати Гньоздовського поселення. Найбільш поширені думки коливаються між кінцем IX, поч. Х ст.
Однак масштаби цього комплексу вражаючі, якщо порівнювати із Західноєвропейськими містами. В. Дучко стверджує, що близько 930 р. розмір поселення збільшується з 4 до 6 гектарів, обводиться ровом і валом. Він зазначає, що більшість населення за матеріалами поховань є скандинавами, заперечуючи твердження інших дослідників про переважання тут слов'янського компоненту.

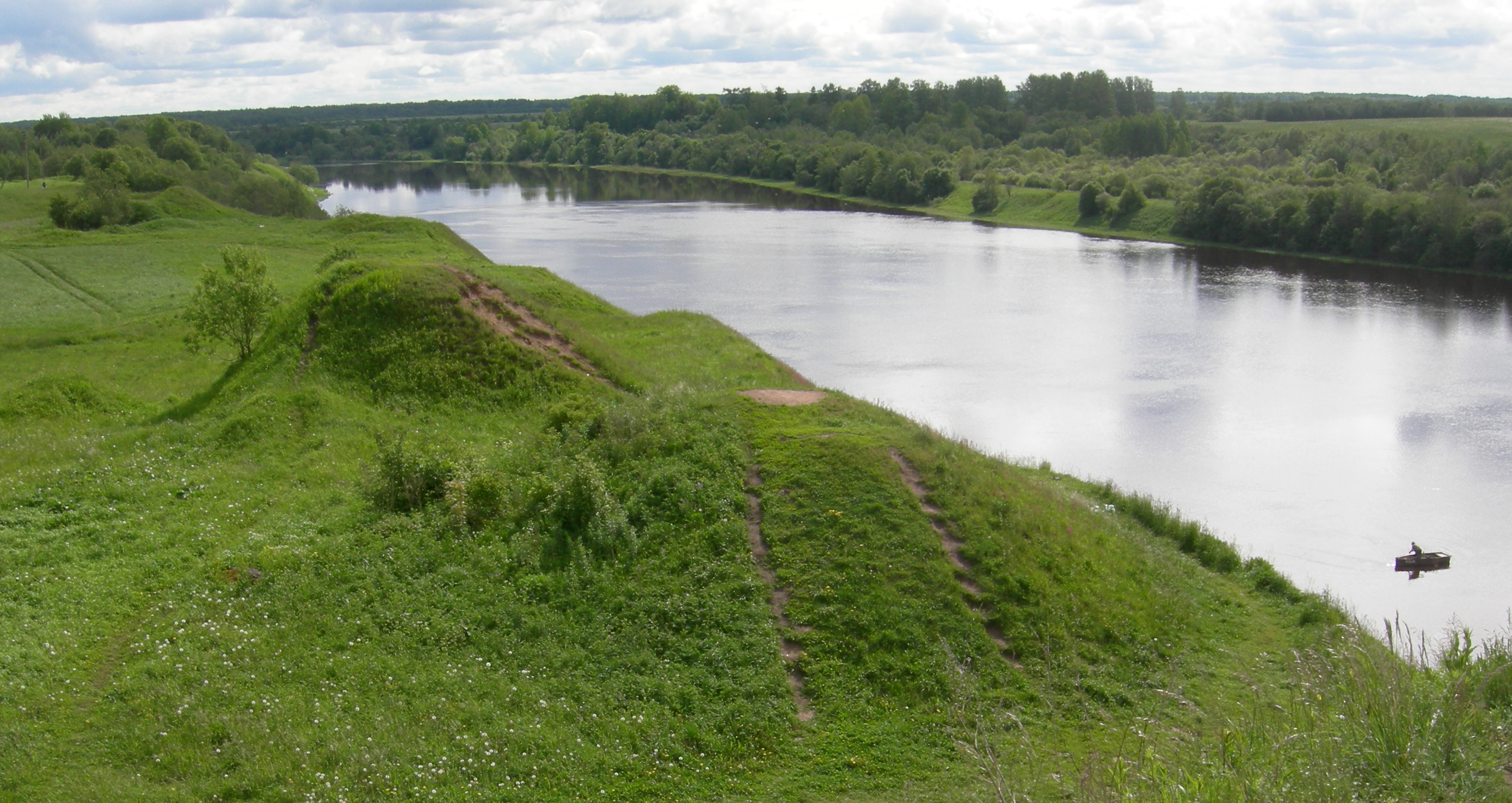
Курагни на березі Волхова

Городище в Гньоздові виникає спочатку як неукріплене поселення, та відображається невеликою кількістю скандинавських старожитностей. Другий етап розвитку Гніздова — перетворення у так званий вік — торгово-ремісничий центр скандинавського зразку, який часто ототожнюють зі Шведською Біркою.
Такий розподіл можна зіставити з трьома етапами скандинавської колонізації Західної Двіни. Перший з яких відповідає освоєнню вікінгами берегів Ризької затоки та Верхнього Подніпров'я. Другий етап характерний закладенням торгових факторій і третій формуванням протоміських центрів торгівлі і ремесла. Як переконливо доводить археолог Володимир Зоценко Гніздово виникає як вузловий пункт не в напрямку з річки Волхов, а з ріки Західної Двіни спочатку на мусульманський Схід. При цьому підтримуючи торгові відносини з Середнім Подніпров'ям.
На думку Федора Андрощука скандинавське освоєння Києва відбувалось за інших обставин і в більш пізній час, ніж освоєння Ладоги, Рюрикового городища та Гньоздова. Перші скандинавські артефакти в Києві датуються 930-ми роками і пов'язані з територією Середньої Швеції. Другий період скандинавських старожитностей датується 950—1000 рр. і співвідноситься з територією Південної Скандинавії.
Київ вже не орієнтований на Східну торгівлю, про що свідчить невелика кількість знахідок арабських дирхемів, які датуються більш пізнім часом ніж інші Східноєвропейські аналоги.
Проникнення скандинавського компоненту на сучасні західноукраїнські землі відбувається головним чином після 992 р. Саме з цього часу починається захоплення Київським князем Володимиром хорватських земель, та їх включення до орбіти централізованої Київської Русі. До цього скандинавський матеріал археологічно не прослідковується на цих теренах. Варяги заселялись тут вже на завершальному етапі свого існування на Східноєвропейських землях. Цей етап характеризується тим, що роль скандинавів на Русі зводилась суто до функцій військових дружинників, хоча й деякі скандинавські джерела згадують торгові операції на Русі, їхня роль у порівнянні з попередніми періодами набагато менша.

Пліснеськ. Курганний могильник в урочищі «Поруби». Гравюра В. Січинського. XIX століття

Скандинавські поховання в Пліснеську дуже легко ідентифікуються. Їх характерною рисою є насамперед поховальний обряд. Слов'янське населення не ховало покійників під курганними насипами. На більш ранніх етапах в обряді присутня підкурганна кремація, згодом повністю переважали інгумаційні поховання. Хоча зустрічаються скандинавські поховання др. пол. XI ст. здійснені за язичницьким обрядом. Це доволі дивно, оскільки всі скандинавські країни до 1000 р. є хрещеними. Однак християнізація Скандинавського півострова проходила досить важко, так, як місцеве населення опиралось новій релігії.
Іншою характерною особливістю скандинавських поховань у Східній Європі є кенотафи. Це символічне поховання без покладення тіла, інколи супроводжується поховальним інвентарем. Такі насипи робились за людьми, які загинули в далеких краях, бувши у військових походах, або здійснюючи торгові операції. Місцеве слов'янське населення не практикувало такий тип поховання. Важливим скандинавським типом поховань є камерні поховання, яке не притаманне слов'янам, зокрема залишки дерев'яних конструкцій знайдені при розкопках Великих курганів у Пліснеську. На основі поховального інвентаря Пліснеських курганів можна дійти висновку, що переважна більшість скандинавів є приналежною до військового прошарку і залишились проживати в Пліснеську після включення його до орбіти сфери впливу Київської Русі. Залишки жіночих поховань вказують на те, що скандинави селились тут сім'ями. Звичайно прийшлі варяги могли одружуватись з місцевими жінками. Скандинавське жіноче населення дуже легко відрізнити від автохтонного одягом. На відміну від чоловіків, які одягались більш «міжнародно», жіночий одяг навіть після кремації можна ідентифікувати за характерними залізними застібками.

## Дискусії про походження етноніму Русь
Суперечки дослідників про походження назви Русь залишаються одним з наріжних каменів у суперечках між норманістами та антинорманістами. 
Вперше цей етнонім згадано в «Бертинських анналах» і датовано 839 р. В цьому джерелі русти ототожнюються зі шведами. Наступні за хронологією згадки про Русь належать арабським авторам, які практично завжди відокремлюють Русь від слов'ян.
Автор Повісті минулих літ ототожнює варягів з Руссю, зазначаючи, що саме від їх імені «прозвасѧ Рускаѩ землѧ». Виходячи з цих свідчень, а також з повідомлень Констянтина Багрянородного про руські назви дніпровських порогів, та інших писемних джерел ряд відомих вчених доходить висновку, що русами називали шведських вікінгів.
Згідно їх висновків Русь походить від фінського Ruotsi, яке походить від шведської області Roslagen, що знаходиться навпроти фінських берегів. Спочатку назва Русь мала етносоціальне значення і вже на східнослов'янських територіях перетворилось у політонім.
На думку І. Янссона етнонім походить від скандинавського слова rodhr (в епоху вікінгів вимовлявся як rodhz та означав гребців, в широкому розумінні експедицію), який, як він вважає естонці та фіни сприйняли як слово ruotsi, та називали ним шведів, від фінського населення цю назву запозичили й слов'яни.
Валерій Брім обґрунтував інший варіант скандинавської етимології назви Русь: Ruotsi походить від давньошведського drot трансформованого фінами в rot, а drotsmenn в rotsmenn, яке згодом перетворилось в ruotsi.
Творцями «готської теорії» походження назви «Русь» є Арніст Кунік, Василь Васильєвський, Антон Будинович. Дослідники пов'язували етимологію назви Русь з давньоісландським словом Hreidgotar, в якому бачили назву готів. При чому готами вважали гіпотетичний народ Rhos і локалізували на полянській території гіпотетичну готську землю.
Варто окремо виділити й кельтську теорію, прихильники якої виводили етимологію назви Русь, розглядаючи літописних Галичан, як галлів, що проживали у французькій області Рутенія. Апелюючи при цьому до латинських назв Русі Ruthenorum Regis, Rutheni тощо. Аргументували цю теорію ще і тим, що візантійський історик Симеон Логофет писав, що русь-дорміти походять з народу франків, Іоан Скілца та Кедрин «варягів-русь» називали кельтами.
Балтійсько-слов'янський варіант походження етноніму Русь оснований на ототожненню терміну Русь з о. Рюген, населення якого називалося руги, руяни. Однак крім співзвучності окремих топонімів підкріплення теорії більш серйозними аргументами відсутнє.
Г. Ловмянський вважав, що термін Русь вживався насамперед для південної Русі, тому не може бути пов'язаним зі скандинавами. Попри це сучасні дослідження доводять, що Південноруські території контролювались скандинавами, до об'єднання цих земель в централізовану державу.